# Sergio Bassi
Sergio Bassi (Codogno, 1951-Crema; 16 de marzo de 2020) fue un cantautor italiano. 

## Biografía
Sergio fue criado por sus abuelos maternos en una pequeña aldea en Codogno, Lombardía. Después de la edad adulta, se mudó a Legnano, luego a Piacenza, luego vivió en San Francesco al Campo durante siete años. Más tarde, regresó a su ciudad natal. 
Falleció el 16 de marzo de 2020 en el Hospital de Crema a los sesenta y nueve años en plena pandemia de coronavirus en Italia, tras contraer  el coronavirus.

## Discografía

### Solo
- 1982 - Una città su misura (45 GIRI)
- 2011 - Il Mantovano Volante (CD AUDIO) Museo Tazio Nuvolari
- 2016 - Inno a Santa Francesca Cabrini (CD AUDIO)

### Álbum
- 1984 - Fermati Guerriero
- 1985 - Ali por volare
- 1986 - Cambio di stagioni
- 1989 - L'Equilibrista (prima versione LP 33 giri)
- 1993 - Storie Padane & non ... (prima versione in cassetta non pubblicata)
- 2003 - Storie padane & non. . .
- 2004 - L'Equilibrista
- 2006 - E Il fiume sta a guardare. . .
- 2007 - Cavallo Pazzo
- 2011 - I Cieli della Terra
- 2015 - Identità Musica & Parole
- 2017 - Una zolla di terra - Antologia